# Leptotrichum exiguum
Leptotrichum exiguum là một loài rêu trong họ Ditrichaceae. Loài này được Schwägr. Mitt. mô tả khoa học đầu tiên năm 1859.